# Alajh
Alajh (arab. عاليه) – miasto w Libanie, liczy 27,8 tys. mieszkańców (2006). Ośrodek przemysłu spożywczego.